# Nuthin' 2 Prove
| Recensione   | Giudizio |
| ------------ | -------- |
| Metacritic   | 52/100   |
| AllMusic     |          |
| Exclaim!     | 3/10     |
| Highsnobiety |          |
| HipHopDX     |          |
| HotNewHipHop | 64%      |
| NME          |          |
| Pitchfork    | 6,1/10   |
| XXL          |          |

Nuthin' 2 Prove è il terzo album in studio del rapper statunitense Lil Yachty, pubblicato il 19 ottobre 2018 dalle etichette discografiche Capitol Records, Motown e Quality Control Music. L'album presenta le collaborazioni di Offset dei Migos, Lil Baby, Cardi B, Trippie Redd, Juice Wrld, Playboi Carti, Gunna, Kevin Gates ed altri.

## Antefatti
Lil Yachty rivelò la copertina dell'album l'11 ottobre 2018, per Billboard. Lo stesso Yachty aveva già precedentemente confermato il nome e la data di uscita dell'album tramite il suo profilo Twitter durante il mese di settembre.

## Singoli
Who Want the Smoke?, in collaborazione con Cardi B ed Offset, è stata pubblicata come singolo il 6 luglio 2018. Il brano è prodotto da Tay Keith.

## Tracce
Crediti adattati da Tidal.
1. Gimmie My Respect – 1:48 (testo: Miles McCollum, Samuel Gloade – musica: 30 Roc)
2. Get Dripped (feat. Playboi Carti) – 2:38 (testo: McCollum, Earl Isaac Bynum, Jordan Carter – musica: Earl the Pearll, MitchGoneMad)
3. Riley from Boondocks – 3:05 (testo: McCollum – musica: MitchGoneMad)
4. I'm the Mac – 2:11 (testo: McCollum, Nasir Pemberton – musica: Digital Nas)
5. Yacht Club (feat. Juice Wrld) – 2:46 (testo: McCollum, Jarad Higgins, Bynum – musica: Earl the Pearll)
6. SaintLaurentYSL (feat. Lil Baby) – 2:48 (testo: McCollum, Dominique Jones, Bynum, Kevin Gomringer, Tim Gomringer – musica: Earl the Pearll, Cubeatz)
7. We Outta Here! (feat. Young Nudy) – 3:52 (testo: McCollum, Quantavious Thomas, Chase Rose – musica: Chase the Money)
8. Who Want the Smoke? – 3:18 (testo: McCollum, Belcalis Almanzar, Kiari Cephus, Brytavious Chambers – musica: Tay Keith)
9. Worth It – 2:47 (testo: McCollum, Javar Rockamore – musica: Javar Rockamore)
10. Everything Good, Everything Right – 2:58 (testo: McCollum, Zain Siddiqui – musica: MISOGI)
11. Next Up – 3:17 (testo: McCollum, Bynum – musica: Earl the Pearll, MitchGoneMad)
12. Forever World (feat. Trippie Redd) – 5:01 (testo: McCollum, Micheal White IV, Ozan Yildrim – musica: OZ)
13. Nolia (feat. Kevin Gates) – 3:22 (testo: McCollum, Kevin Gilyard – musica: Jake Goes Digital)
14. Fallin' In Luv (feat. Gunna) – 3:40 (testo: McCollum, Sergio Kitchens, Gloade – musica: 30 Roc)
15. Stoney – 4:02 (testo: McCollum, Kyle Emordi – musica: ISOBeats)

Note
- "Who Want the Smoke?" contiene parti vocali di BlocBoy JB.

Campionature
- "Forever World" contiene un campione di "Soon as I Get Home", eseguita da Faith Evans.[16]

## Classifiche
| Classifica (2018)         | Posizione massima |
| ------------------------- | ----------------- |
| Australia                 | 62                |
| Belgio (Fiandre)          | 83                |
| Canada                    | 17                |
| Irlanda                   | 77                |
| Norvegia                  | 33                |
| Regno Unito               | 81                |
| Stati Uniti               | 12                |
| Stati Uniti (R&B/Hip-Hop) | 9                 |